# Stadtgericht Berlin (Preußen)
Das Stadtgericht Berlin war das für Berlin zuständige Kreisgericht in Preußen von 1849 bis 1879.

## Geschichte
Mit der Ordnung für sämtliche Städte der preußischen Monarchie vom 19. November 1808 wurde in Preußen die Städtereform umgesetzt. Die bisherige Rolle der Magistrate als Stadtgerichte wurden aufgehoben und staatliche Stadtgerichte an ihrer Stelle eingerichtet. Gleichzeitig wurde das Französische Gericht Berlin aufgehoben und seine Aufgabe dem königlichen Stadtgericht übertragen. In Berlin entstand so 1809 das Königliche Stadtgericht Berlin. Funktional entsprach es einem preußischen Land- und Stadtgericht, da es aber nur für die Stadt zuständig war, lautete der Name Stadtgericht. Das übergeordnete Oberlandesgericht war das Kammergericht.
Mit Königlicher Verordnung vom 2. Januar 1849 wurden in der Provinz Brandenburg die Gerichtsstandsprivilegien und Patrimonialgerichte aufgehoben und die Gerichtsstruktur neu geordnet. In Berlin entstand nun als Eingangsgericht das Stadtgericht Berlin für den Stadtkreis Berlin und das Kreisgericht Berlin als Kreisgericht für die Berliner Vororte.
Als Berliner Appellationsgericht diente das Kammergericht. Aus Traditionsgründen wurde es nicht in Appellationsgericht Berlin umbenannt, sondern behielt seinen Namen. Dem Kammergericht war das Oberappellationsgericht Berlin übergeordnet.
Mit Gesetz vom 4. März 1878 wurde zum 1. Oktober 1878 das Gerichtsverfassungsgesetz in Preußen eingeführt und das Stadtgericht Berlin aufgelöst. Amtsgerichte bildeten nun die Eingangsinstanz der ordentlichen Gerichtsbarkeit. Für den Stadtbezirk Berlin war nun das königlich preußische Landgericht Berlin I mit dem Amtsgericht Berlin I zuständig. Deren gemeinsamer Bezirk hatte 1888 966.858 Einwohner. Das Amtsgericht Berlin I hatte 102 Richter und war damit ungewöhnlich groß.

## Sitz
Das Gericht hatte seinen Sitz im Gouverneurshaus in der Rathausstraße. Die Kriminaldeputation des Stadtgerichts nutzte ab 1829 das Palais Schwerin.

## Richter
- Diederich Friedrich Carl von Schlechtendal (Präsident 1809–1811)
- Wilhelm von Pochhammer (Rat ab 1812)
- Heinrich Wilhelm Krausnick (Richter bis 1826)
- Franz Gesenius (Richter 1860–1861)
- Adolph Hoffmann (Richter 1862–1879)
- Justus Wilhelm Breithaupt (Präsident 1863–1867)
- Richard Koch (Stadtrichter 1865–1870)
- Carl Hagens (Stadtrichter 1868–1875)
- Oscar Küntzel (Stadtrichter 1875–1879)
- Emil Lehweß (Stadtrichter ab 1876)
- Albert Mosse (Stadtrichter 1879)
- Ludwig Wilhelm Neumann (ab 1795 Richter am magisträtlichen Stadtgericht, später bis 1837 am königlichen Stadtgericht)
- Friedrich Christian Alexander Buchholz ([1794] Direktor des magisträtlichen Stadtgerichts und Kriegsrat)
- Hermann Krüger (Stadtgerichtsrat 1850–1862, Stadtgerichtspräsident 1868–1879)[6]
- Ludwig Septimus Oscar Wentzel (1861–1863)[6]